# Insidan ut
Insidan ut (engelska: Inside Out) är en amerikansk datoranimerad fantasydramakomedi film från 2015, producerad av Pixar Animation Studios och Walt Disney Pictures. Filmen bygger på en idé av Pete Docter, som regisserade filmen ihop med Ronnie del Carmen och producenten Jonas Rivera. Filmens röster görs av bland andra Amy Poehler, Phyllis Smith, Bill Hader, Lewis Black och Mindy Kaling. Filmen utspelar sig i huvudet på en ung flicka vid namn Riley Anderson (Jenny i den svenska versionen), där fem känslor – glädje, ilska, avsky, rädsla och vemod – försöker vägleda henne genom livet.
Filmen hade världspremiär den 18 maj 2015 vid den 68:e filmfestivalen i Cannes och har bredare biopremiär den 19 juni 2015 samt Sverigepremiär den 28 augusti samma år. Filmen har hittills fått positiva recensioner, med många kritiker som berömde dess unika, fantasifulla koncept.
Vid Oscarsgalan 2016 utsågs Insidan ut till Bästa animerade film.

## Rollista
| - Amy Poehler – Glädje - Phyllis Smith – Vemod - Bill Hader – Rädsla - Lewis Black – Ilska - Mindy Kaling – Avsky - Kaitlyn Dias – Jenny Anderson - Diane Lane – Jennys mamma - Kyle MacLachlan – Jennys pappa - Richard Kind – Bing Bong - Paula Poundstone – Forgetter Paula - Bobby Moynihan – Forgetter Bobby - Paula Pell – Drömchefen och Mammas Ilska - Lori Alan – Mammas Vemod - Frank Oz – Subconscious Guard Dave - Dave Goelz – Subconscious Guard Frank - Michael Balzary - Mind Worker Cop Jake - Pete Docter – Pappas Ilska - Josh Cooley – Clownen Rassel - Ronnie del Carmen – Olika röstroller - John Ratzenberger – Fritz - Rashida Jones – Coola tjejens känslor | - Linda Olsson – Glädje - Ulla Skoog – Vemod - Per Andersson – Rädsla - Björn Granath – Ilska - Cecilia Forss – Avsky - Ebba-Li Lachmann – Jenny - Ulf Eklund – Bing Bong - Elin Klinga – Mamma - Samuel Fröler – Pappa - Charlott Strandberg – Glömmare Paula - Leif Andrée – Glömmare Bobby - Lars-Göran Persson – Rassel - Ludvig Josephson – Undermedvetna vakten Frank - Philip Zandén – Undermedvetna vakten Dave - Charlotte Ardai Jennefors – Drömregissören - David Inghamn – Hjärnpolis Jake - Magnus Ehrner – Pappas ilska - Elin Kortesalmi – Mammas ilska - Magnus Samuelsson – Fritz - Denny Lekström – Helikopterpilot - Kajsa Reingardt – Mammas vemod - YOHIO – Jennys drömpojkvän - Övriga röster: Tove Edfeldt, Fredrik Lycke, Robin Keller, Anna Ståhl, Andreas Vilsmyr |

## Soundtrack
Musiken till filmen är Michael Giacchinos femte samarbete med Pixar som kompositör. Walt Disney Records lanserade soundtrack den 16 juni 2015.
Track listing
Alla låtar är komponerade av Michael Giacchino.
| Nr           | Titel                                      | Längd |
| ------------ | ------------------------------------------ | ----- |
| 1.           | Bundle of Joy                              | 2:48  |
| 2.           | Team Building                              | 2:18  |
| 3.           | Nomanisone Island/National Movers          | 4:20  |
| 4.           | Overcoming Sadness                         | 0:51  |
| 5.           | Free Skating                               | 0:59  |
| 6.           | First Day of School                        | 2:02  |
| 7.           | Riled Up                                   | 1:02  |
| 8.           | Goofball No Longer                         | 1:11  |
| 9.           | Memory Lanes                               | 1:22  |
| 10.          | The Forgetters                             | 0:50  |
| 11.          | Chasing the Pink Elephant                  | 1:55  |
| 12.          | Abstract Thought                           | 1:47  |
| 13.          | Imagination Land                           | 1:25  |
| 14.          | Down in the Dumps                          | 1:47  |
| 15.          | Dream Productions                          | 1:43  |
| 16.          | Dream a Little Nightmare                   | 1:50  |
| 17.          | The Subconscious Basement                  | 2:01  |
| 18.          | Escaping the Subconscious                  | 2:09  |
| 19.          | We Can Still Stop Her                      | 2:54  |
| 20.          | Tears of Joy                               | 2:39  |
| 21.          | Rainbow Flyer                              | 2:58  |
| 22.          | Chasing Down Sadness                       | 1:45  |
| 23.          | Joy Turns to Sadness/A Growing Personality | 7:49  |
| 24.          | The Joy of Credits                         | 8:18  |
| Total längd: | Total längd:                               | 58:43 |